# Three 6 Mafia
Three 6 Mafia (anteriormente conocido como Triple Six Mafia) es una agrupación musical de rap de Memphis, Tennessee. La agrupación la conforman principalmente cuatro miembros: Paul Beauregard (DJ Paul), Jordan Houston (Juicy J), Lord Infamous y Crunchy Black aunque ha llegado a tener más de 10 miembros.

## Comienzos
Comenzó en 1991 con dos hermanos, DJ Paul y Lord Infamous, quienes decidieron colaborar con Juicy J bajo el nombre Triple Six Mafia grabando sus primeras maquetas. En 1995 editan su primer álbum, Mystic Stylez. Ese mismo año, en la canción Live By Yo Rep, acusan al grupo Bone Thugs-N-Harmony de robarles su estilo, mientras que éstos se tomarían la revancha en las canciones All Original y Notorious Thugs. Three 6 Mafia tiene varias rivalidades con otros artistas, como Playa Fly, Gangsta Blac o Skinny Pimp.
Además, el grupo ha perdido ya a varios miembros, como Koopsta Knicca, por una disputa monetaria, mientras que La Chat, una rapera asociada al grupo, ha comenzado su carrera en solitario. Sobre Gangsta Boo se rumorea que se ha convertido al cristianismo y está interesada en la música góspel, aunque ella lo niega y dice que es un invento de sus antiguos compañeros. Nina Livingston también fue una gran influencia para Three 6 Mafia.

## Relativity Records
En 1997, ficharon por Relativity Records, donde publicaron su mayor trabajo, Chapter 2: World Domination. Durante este tiempo fueron capaces de desarrollar su estilo y ganar más adeptos gracias al sencillo "Tear Da Club Up '97".leatherface

## Columbia Records
En 2003, Three 6 Mafia sacó a la venta el álbum Da Unbreakables, que cuenta con colaboraciones de la talla de Lil' Flip, Pimp C (de UGK), Lil' Wyte, Frayser Boy, Hank Williams Jr., y Project Pat. El trabajo trajo consigo el éxito "Ridin' Spinners" con Lil' Flip.
En 2005, Three 6 Mafia publicó Most Known Unknown, en el que no participó Lord Infamous, que argumentó que había sido encarcelado, sin embargo, el grupo piensa que estuvo de ‘vacaciones’. Al final, Lord regresó al grupo recientemente. El álbum incluye el exitazo "Stay Fly," junto con Young Buck, 8-Ball & MJG.

## Oscar
El 5 de marzo de 2006, Three 6 Mafia hizo historia al ser el primer grupo afroamericano de hip-hop en ganar un Oscar a la mejor canción. El grupo fue nominado por el tema "It's Hard out Here for a Pimp" de la banda sonora de Hustle & Flow.

## Three 6 Mafia en Hollywood
A comienzos del 2007 los integrantes del grupo de Three 6 Mafia (Dj Paul y Juicy J; junto con sus asistentes Computer y Big Triece) realizaron un reality show sobre el grupo, que viaja a Hollywood, allí crearon una canción que será puesta en Jackass 2 La película y la finalización de su álbum, incluso realizaron la idea de crear una película, este show se pone al aire por MTV y se transmite en Latinoamérica y Estados Unidos.

## Estilo e influencias
Aunque la música del grupo se le califique como hip hop dentro del Memphis rap, gran parte de sus música parecen tener una gran influencia de: Southern rap, Phonk, Trap, horrorcore, hardcore rap, gangsta rap, crunk, electro hop, rap rock, también caracterizados por tener mezclas de rap con otras influencias como: new wave, electro, y synthpop (común en el southern rap).
Las letras siempre van en un tono bastante explícito, que se caracterizan por tratar temas como: asesinatos con violencia extrema, violación, muerte, trastornos mentales, paranoia, odio a la policía, vida de gánster, e incluso satanismo, aunque éstas temáticas la han ido bajando de tono por un tiempo, ya en el álbum: Last 2 Walk(2008) llevan un sonido mucho más diferente, caracterizándose por tratar de temas como: mujeres, fiestas, coches lujosos, dinero, y joyería.

## Discografía
- (1994) miztic stil: feat luis denis
- (1996) Chapter 1: Da End #126 US
- (1997) Chapter 2: World Domination
- (1999) Underground, Vol. 1: (1991-1994)
- (1999) Underground, Vol. 2: Club Memphis
- (2000) Three 6 Mafia Presents: Hypnotize Camp Posse
- (2000) When the Smoke Clears
- (2000) Underground, Vol. 3: Kings of Memphis

- (2001) Danilo Ovingador (Breah Hip HOp)
- (2001) Triple 6 Mafia's Greatest Hits & Mixes, Vol. 1
- (2002) Dat's How It Happen to'M
- (2003) Da Unbreakables
- (2005) Choices II: The Setup
- (2005) Most Known Unknown
- (2005) Most Known Hits
- (2008) Last 2 Walk
- (2009) Laws of Power

### En solitario
- (1996) Kingpin Skinny Pimp - King Of Da Playaz Ball
- (1996) Gangsta Blac - Can It Be
- (1998) Prophet Posse - Body Parts
- (1998) Indo G - Angel Dust
- (1998) The Kaze - Kamakazie Timez Up
- (1998) Gangsta Boo - Enquiring Minds
- (2001) Gangsta Boo - Both Worlds *69
- (1998) Tear Da Club Up Thugs - Crazyndalazdayz
- (1999) Project Pat - Ghetty Green
- (1999) Koopsta Knicca : Da Devil's Playground: Underground
- (2000) Project Pat - Murderers & Robbers
- (2001) Project Pat - Mista Don't Play: Everythangs Workin
- (2001) La Chat - Murder She Spoke
- (2002) Project Pat - Layin' da Smack Down
- (2003) Project Pat - Mix Tape: The Appeal
- (2002) DJ Paul - Underground 16: For da Summa
- (2000) Juicy J - Chronicles of the Juice Man
- (2003) T-Rock - Rock Solid/4:20
- (2003) Lil Wyte - Doubt Me Now
- (2004) Lil Wyte - Phinally Phamous
- (2003) Frayser Boy - Gone on That Bay
- (2005) Frayser Boy - Me Being Me
- (2005) Chrome - Straight to the Pros

### Discografía underground
- DJ Paul - Vol. 6 1992
- DJ Paul - Vol. 8 1992
- DJ Paul - Vol. 9 1992
- DJ Paul - Vol. 10 1992
- DJ Paul - Vol. 11 1993
- DJ Paul - Vol. 12 Part 1: Classic Pimp 1993
- DJ Paul - Vol. 12 Part 2: Bordello of Thug 1993
- DJ Paul - Vol. 14 1993
- DJ Paul - Vol. 15: For You Niggaz Wit Anna 1994
- DJ Paul - Vol. 16: For Da Summa Of '94 1994
- DJ Paul - Greatest Hits Vol. 1 1994
- DJ Paul - Greatest Hits Vol. 2 1995
- Juicy J - Vol. 5 1992
- Juicy J - Vol. 6 1993
- Juicy J - Vol. 7 1993
- Juicy J - Vol. 8: Escape From Hell 1993
- Juicy J - Vol. 9: It's On 1994
- Juicy J - Vol. 10: Chronicles Of The Juice Mane (Original) 1994
- Juicy J - Greatest Hits 1995
- Carmike - Comin At Yo Azz 1994
- Gangsta Blac - Breakin Da Law 1994
- Gimisum Family - Tha Other Side Of Da Famliy 1994
- Koopsta Knicca - Da Devil's Playground (Original) 1994
- Lil Fly - From Da Darkness Of Da Kut 1994
- Lil Gin - Junts We Choke 2 1994
- Lil Gin - Shake Junt 1995
- Lil Glock & S.O.G. - Blow A Niggaz Ass Off 1994
- MC Mack - Pimpin As A Mack 1995
- Project Pat - Solo Tape 1994
- Lord Infamous - Lord of Terror 1993
- DJ Paul & Lord Infamous - The Serial Killaz 1992
- DJ Paul & Lord Infamous - Come With Me To Hell Part 1 1994
- DJ Paul & Lord Infamous - Come With Me To Hell Part 2 1995
- DJ Paul & Juicy J - Vol. 1: The Beginning 1993
- DJ Paul & Juicy J - Vol. 2: Da Exorcist 1994
- DJ Paul & Juicy J - Vol. 3: Spring Mix '95 1995
- Triple Six Mafia - Smoked Out Loced Out 1994
- MC Mack - Pimpin' As A Mack 1995
- Three 6 Mafia Presents We Never Sleep Vol. 1
- Three 6 Mafia Presents We Never Sleep Vol. 2
- Three 6 Mafia Presents We Never Sleep Vol. 3
- Three 6 Mafia Presents We Never Sleep Vol. 4 2007

### Mixtapes
- DJ Black - Best Of Three 6 Mafia & HCP (Chopped and Screwed)
- DJ Smallz - Southern Smoke 18
- DJ Smallz - Southern Smoke 18 (Chopped and Screwed)
- DJ Smallz - Southern Smoke Instrumentals 6 (Hosted By Juicy J)
- DJ Kool Kid - I Got Dat Drank Part 2 (Hosted By Three 6 Mafia)
- DJ Drama - Gangsta Grillz 15 (Hosted By Project Pat)
- DNA & Rob - Get On My Level (Hosted By Crunchy Blac)
- DJ Xplict - Memphis Blendz vol.1